# Quartier de la Boucherie
Le quartier de la Boucherie est un quartier de Limoges, situé dans la partie sud-ouest du centre-ville historique de la ville (Le Château).

## Situation
Il s'articule autour de la rue du même nom, et doit son nom à la corporation des bouchers qui y a longtemps exercé, à partir du Moyen Âge, ayant perduré au-delà de la Révolution qui consacre pourtant la disparition des corporations.
De dimension très réduite (une vingtaine d'hectares), il s'étend de la place de la Motte à la rue Vigne-de-Fer, et se situe contre le boulevard Gambetta, tracé occidental des anciens remparts médiévaux détruits au XVIIIe siècle.
Pittoresque avec ses maisons à colombages et ses ruelles étroites, il est un des quartiers de Limoges les plus anciens encore conservés à ce jour, et est l'un des secteurs les plus touristiques. Parmi les principaux monuments, on y trouve la chapelle Saint-Aurélien et la maison traditionnelle de la Boucherie. La rue de la Boucherie accueille aujourd'hui des restaurants, des artisans et des galeries d'art.

## Histoire
Au début du XXe siècle, il y avait cinquante boucheries le long de la rue homonyme ; il n'en restait plus que quatre en 1969. Alors que le maire Louis Longequeue envisageait en 1973 la destruction du quartier dans ses projets de rénovation de Limoges, plusieurs habitants, avertis par Gilbert Font et conduits par Jean Levet, ont fondé une association et rétabli la fête de Petits-Ventres. Longequeue a renoncé à son projet, le quartier a été sauvé et le crépi qui dissimulait les colombages a été enlevé.
Le quartier est site inscrit depuis le 14 août 1976, et appartient à la ZPPAUP de Limoges depuis 1995.